# Вторая битва при Ипре
Вторая битва при Ипре (22 апреля 1915 — 25 мая 1915) — сражение в районе Ипра между союзными и германскими войсками во время Первой мировой войны, в котором впервые после Болимовского сражения немцами активно применялось химическое оружие. Германской армии во главе с герцогом Альбрехтом Вюртембергским не удалось развить первоначальный успех.

## История
Германское командование ещё с марта 1915 года готовило крупную операцию по прорыву вражеского фронта с применением химического оружия. В предстоящем наступлении немцы планировали применить химическую газобаллонную атаку. Удар наносился на участке стыка 2-й английской армии и 20-го французского корпуса. В течение нескольких дней германские химические войска ночью установили 150 газобаллонных батарей. 22 апреля на позиции британских войск было выпущено 180 тонн хлора. Желтовато-зелёное облако двинулось на позиции противника, за ним в марлевых повязках наступала германская пехота. Английские солдаты, не будучи снабжены средствами защиты от газа, задыхались и падали замертво. Англичане в панике оставляли свои позиции, которые без боя занимали германские солдаты. Однако, по некоторым данным, германское командование не учло погодные условия, и часть хлора была ветром отнесена к позициям германских войск, в результате чего те, кто не был в защитной маске, также получили отравление (правда, о смертельных случаях данных нет).
От хлора пострадало 15 000 человек, 5000 из которых умерли. Между английскими и французскими войсками образовался разрыв в 3,5 км. Дорога на Ипр оказалась свободна. Однако, не имея резервов, германское командование не смогло извлечь выгоды из сложившейся ситуации. На автомашинах и пешим порядком англичане и французы подтянули резервы и заняли брешь в обороне, все последующие попытки германских войск прорвать оборону оказались безуспешными. Англичане и французы уже были оснащены простейшими средствами защиты от химического оружия.
В дальнейших боях в мае немцам удалось продвинуться на незначительное расстояние, но главная задача — прорыв фронта и захват Ипра — выполнена не была. Первое в истории применение газа принесло германцам ограниченный успех, однако оно явилось началом массового применения химических средств борьбы воюющими государствами. Развивались средства защиты и новый элемент боевого обеспечения — противохимическая защита войск. Уже в 1915 году простейшие марлевые повязки были заменены противогазами.